# Johann Josef Mazza
Pour les articles homonymes, voir Mazza.
Johann Josef Mazza (né le 22 mai 1752 à Coblence et mort le 23 mai 1828 dans la même ville) est de 1813 à 1818 maire de Coblence.

## Biographie
Mazza est le fils de Josef Antonius Mazza et d'Hélène Thérèse, née Fachbach. Sa sœur aînée est la mère de Joseph Görres, une autre sœur mariée au médecin Modest Settegast, une autre l'enseignant Nikolaus Settegast. La famille de marchands d'épices Mazza est originaire d'Italie. Comme son père, Mazza est marchand de métier.

## Maire de Coblence
Mazza est déjà maire à l'époque de l'État électoral de Trèves. En 1799, il devient adjoint de la mairie, avant d'assumer la fonction de maire de Coblence le 3 avril 1813. La ville est à l'époque le chef-lieu du département de Rhin-et-Moselle et donc une partie de la France. Après la prise de contrôle officielle par la Prusse le 23 avril 1814, Mazza conserve cette fonction et devient le premier maire prussien de Coblence le 5 avril 1815.
L'arrivée du premier bateau touristique (le Caledonia anglais) sur le Rhin (1817) et la création de la direction de la police prussienne de Coblence (1818) ont lieu sous son mandat. Coblence devient en 1817 une partie de l'arrondissement de Coblence (de) et peut, sous le mandat de Mazza, augmenter sa population de 7 992 (1800) à 11 793 (1812).
Le mandat de Mazza doit normalement se terminer en 1817, mais le conseil municipal demande au gouvernement prussien de le prolonger en raison de ses mérites. Après un long examen, le gouvernement ne voit cependant plus d'utilité à Mazza et il demande lui-même sa révocation en mars 1818. Son successeur à ce poste est Abundius Maehler le 26 mars 1818.